# 탈리에신

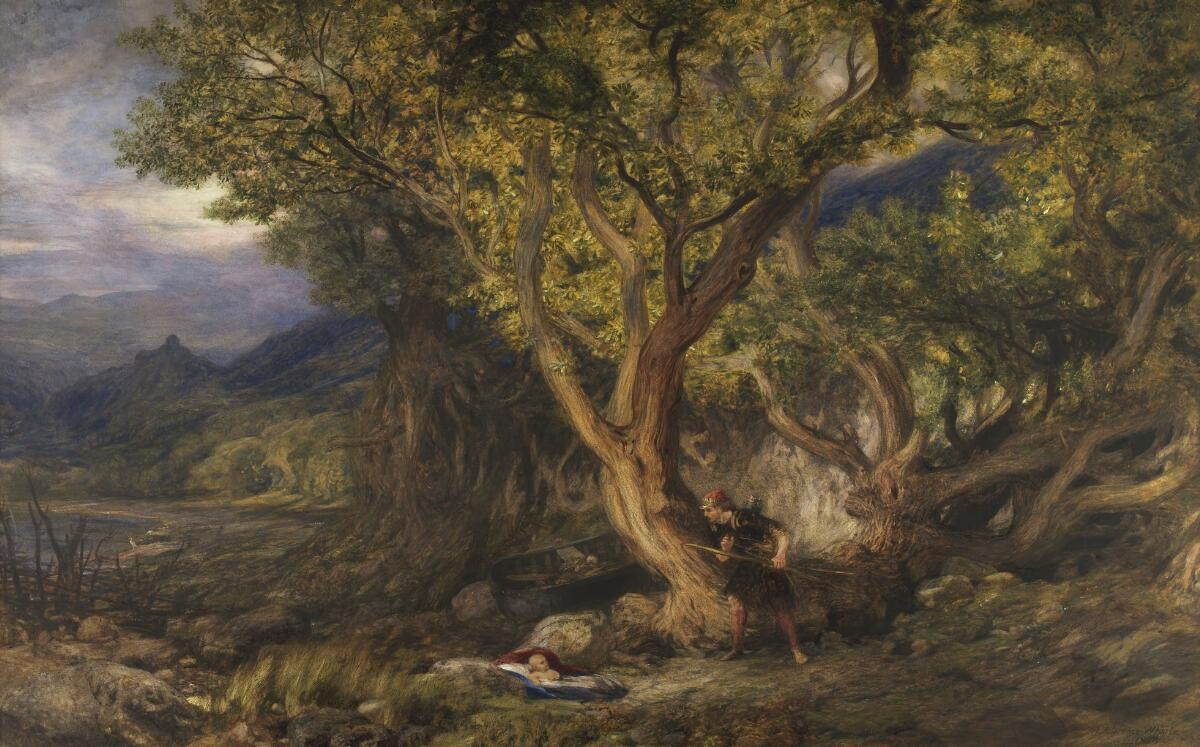

탈리에신(웨일스어: Taliesin [talˈjɛsɪn] 영어 발음은 탤리에신[ˌtæliˈɛsɨn], 53?년 ~ 59?년)은 고대 브리튼의 시인으로, 그 작품이 살아남은 것이 중세 웨일스어 필사본 《탈리에신의 서》라고 한다. 탈리에신은 세 명 이상의 왕을 섬긴 궁정시인이었다.
탈리에신의 작품이라고 알려진 남아있는 시들 중 11개는 6세기경의 작품이며, 실존인물 탈리에신이 쓴 것으로 생각된다. 탈리에신의 시들은 레게드의 왕 우리엔과 그 아들 오와인을 찬양하는 내용들로 이루어져 있으며, 몇몇 시를 보면 레게드 궁정을 섬기기 전에 또는 레게드와 동시에 포워스의 브로흐웰 이스그리스로그와 그 후계자 키난 가르윈을 섬겼을 가능성도 높다.
전설에 따르면 탈리에신은 그위드노 가란히르의 아들 엘핀 압 그위드노에게 입양된 아들이며, 마엘군 귀네드가 황열로 죽을 것을 예언했다. 후기 문헌에서는 보다 신화적으로 영웅화되어 브란 펜디가이드나 아수르 벤드라곤의 동료로 등장하기도 한다.